# Magnesi citrat
Magnesi citrate là một chế phẩm magiê ở dạng muối với acid citric theo tỷ lệ 1:1 (1 nguyên tử magiê trên mỗi phân tử citrate). Tên "magiê citrat" không rõ ràng và đôi khi có thể đề cập đến các loại muối khác như trimagarbonate citrate có tỷ lệ magnesi: citrate là 3: 2.
Magnesi citrate được sử dụng làm thuốc như thuốc nhuận tràng để làm rỗng ruột hoàn toàn trước khi phẫu thuật lớn hoặc nội soi. Nó là thuốc không cần toa, cả dưới dạng chung và dưới nhiều tên thương hiệu khác nhau. Nó cũng được sử dụng ở dạng thuốc viên dưới dạng bổ sung magnesi. Nó chứa 11,23% magnesi theo trọng lượng. So với trimagarbonate citrate, nó hòa tan trong nước hơn, ít kiềm hơn và chứa ít magnesi hơn.
Là một phụ gia thực phẩm, magnesi citrate được sử dụng để điều chỉnh độ acid và được gọi là số E E345.

## Cơ chế hoạt động
Magnesi citrate hoạt động bằng cách thu hút nước qua các mô bằng một quá trình được gọi là thẩm thấu. Khi vào ruột, nó có thể thu hút đủ nước vào ruột để gây ra đại tiện. Nước bổ sung kích thích nhu động ruột. Điều này có nghĩa là nó cũng có thể được sử dụng để điều trị các vấn đề trực tràng và ruột kết. Magnesi citrate hoạt động tốt nhất khi bụng đói, và phải luôn luôn được theo dõi với một ly nước hoặc nước trái cây đầy đủ (tám ounce hoặc 25 cl) để giúp magnesi citrate hấp thụ đúng cách và giúp ngăn ngừa mọi biến chứng. Các giải pháp magnesi citrate thường tạo ra nhu động ruột trong một nửa đến ba giờ.

## Sử dụng và liều lượng
Giới hạn dung sai trên tối đa (UTL) đối với magnesi ở dạng bổ sung cho người lớn là 350 mg magnesi nguyên tố mỗi ngày, theo Viện Y tế Quốc gia (NIH). Ngoài ra, theo NIH, tổng nhu cầu ăn kiêng đối với magnesi từ tất cả các nguồn (ví dụ, thực phẩm và chất bổ sung) là 320–420 mg magnesi nguyên tố mỗi ngày, mặc dù không có UT cho magnesi chế độ ăn uống.
Là một xi-rô nhuận tràng với nồng độ 1.745 g magnesi citrate mỗi ounce chất lỏng, một liều thông thường cho người lớn và trẻ em từ mười hai tuổi trở lên là từ 7 và 10 ounce chất lỏng Mỹ (210 và 300 ml; 7,3 và 10,4 fl oz Anh), ngay lập tức với 8 ounce chất lỏng Mỹ (240 ml; 8,3 fl oz Anh) đầy đủ 8 ounce chất lỏng Mỹ (240 ml; 8,3 fl oz Anh) ly nước. Tiêu thụ một liều người lớn là 10   oz xi-rô nhuận tràng (1.745 g/oz) ngụ ý mức tiêu thụ 17,45 g magnesi citrate trong một 10 liều oz dẫn đến tiêu thụ khoảng 2,0   g magnesi nguyên tố cho mỗi liều duy nhất. Liều thuốc nhuận tràng này chứa gấp năm lần liều dinh dưỡng được khuyến nghị cho trẻ em. Magnesi citrate không được khuyến cáo sử dụng cho trẻ em và trẻ sơ sinh từ hai tuổi trở xuống.
Mặc dù ít phổ biến hơn, vì bổ sung magnesi, dạng citrate đôi khi được sử dụng vì nó được cho là có hoạt tính sinh học cao hơn các dạng thuốc thông thường khác, chẳng hạn như magiê oxide. Tuy nhiên, theo một nghiên cứu, magiê gluconate có hoạt tính sinh học cao hơn so với magnesi citrate.
Magnesi citrate, như một chất bổ sung ở dạng thuốc viên, rất hữu ích cho việc ngăn ngừa sỏi thận.

## Tác dụng phụ
Magnesi citrate nói chung không phải là một chất có hại, nhưng nên cẩn thận bằng cách tham khảo ý kiến chuyên gia chăm sóc sức khỏe nếu có bất kỳ vấn đề bất lợi nào về sức khỏe bị nghi ngờ hoặc có tiền sử dị ứng. Quá liều magnesi quá mức có thể dẫn đến các biến chứng nghiêm trọng như nhịp tim chậm, huyết áp thấp, buồn nôn, buồn ngủ, vv. Nếu đủ nghiêm trọng, quá liều thậm chí có thể dẫn đến hôn mê hoặc tử vong. Tuy nhiên, quá liều vừa phải sẽ được bài tiết qua thận, trừ khi người ta có vấn đề nghiêm trọng về thận. Chảy máu trực tràng hoặc không đi tiêu sau khi sử dụng có thể là dấu hiệu của một tình trạng nghiêm trọng.